# Boris Lalovac
Boris Lalovac (ur. 16 listopada 1976 w Splicie) – chorwacki polityk i ekonomista, parlamentarzysta, od 2014 do 2016 minister finansów.

## Życiorys
W 2000 został absolwentem wydziału turystyki i handlu zagranicznego w Dubrowniku, w 2006 uzyskał magisterium na wydziale ekonomicznym Uniwersytetu w Zagrzebiu. Pracował w prywatnych przedsiębiorstwach oraz jako nauczyciel akademicki w niepublicznej szkole wyższej. Od 2005 był dyrektorem w przedsiębiorstwie Raiffeisen Leasing.
W 2012 został wiceministrem finansów, a w grudniu 2014 objął urząd ministra finansów w rządzie Zorana Milanovicia. W wyborach w 2015 z ramienia Socjaldemokratycznej Partii Chorwacji uzyskał mandat deputowanego do Zgromadzenia Chorwackiego. W styczniu 2016 zakończył pełnienie funkcji rządowej. W wyborach w 2016, 2020 i 2024 z powodzeniem ubiegał się o poselską reelekcję.